# Ингорь
Ингорь — река в России, протекает по Нерехтскому району Костромской области. Устье реки находится в 85 км от устья реки Солоницы по правому берегу. Длина реки — 16 км, площадь водосборного бассейна — 113 км².
Река берёт начало к югу от посёлка Космынино. Генеральное направление течения — юг. В верховьях протекает через торфоразработки, где вокруг реки создана сеть мелиоративных каналов. На реке стоят деревни Коробово, Романцево, Дресва, Петелиха, Спириха. Крупнейший приток — Нойга (левый). Впадает в Солоницу в 13 км к юго-востоку от города Нерехта у прудов Солоницкого рыбхоза.

## Данные водного реестра
По данным государственного водного реестра России относится к Верхневолжскому бассейновому округу, водохозяйственный участок реки — Волга от Рыбинского гидроузла до города Кострома, без реки Кострома от истока до водомерного поста у деревни Исады, речной подбассейн реки — Волга ниже Рыбинского водохранилища до впадения Оки. Речной бассейн реки — (Верхняя) Волга до Куйбышевского водохранилища (без бассейна Оки).
Код объекта в государственном водном реестре — 08010300212110000011344.